# Judge John Deed
Judge John Deed is een Britse rechtbankserie uit 2001. Van de serie zijn zes seizoenen gemaakt (voorafgegaan door een pilotaflevering).

## Inhoud
John Deed is een High Court rechter, vergelijkbaar met een rechter bij het Hof van Justitie in Nederland. Als jongen is hij opgegroeid als zoon van een bakker en heeft het vanaf daar geschopt tot rechter. Eerst was hij getrouwd met George (Georgina) Channing, maar dat liep uit op een scheiding. John ziet Georgina toch nog geregeld, aangezien zij een advocate is en ze samen een dochter hebben, Charlie. Charlie doet een rechtenstudie.

## Hoofdpersonages
- John Deed (Martin Shaw). John Deed is niet de makkelijkste rechter in de rechtbank van Hertfordshire. Als zoon van een bakker heeft hij het zonder  kruiwagens tot rechter geschopt. Hij haalde de hoogste punten tijdens zijn rechtenstudie en was daardoor gewild in alle rechtbanken ondanks het feit dat hij niet de gebruikelijke opleidingsroute had gevolgd. Zijn hartstochtelijk geloof in het recht maken dat zijn uitspraken hem soms in conflict brengen met het Lord Chancellor’s Department. John is als vijftiger wel geliefd bij veel vrouwen, maar kan zich nooit binden aan maar één vrouw. Hij heeft een knipperlichtrelatie met Jo Mills, maar uiteindelijk kunnen ze toch beter met elkaar omgaan als vrienden.
- Jo Mills (Jenny Seagrove). John zegt zelf dat Jo Mills waarschijnlijk de grote liefde van zijn leven is, maar het lukt John niet om zich met haar te binden. Jo is een advocate en staat vaak tegenover John in de rechtszaal. Jo heeft zelf een zoon, maar is niet meer getrouwd.
- Georgina Channing (Caroline Langrishe). Georgina is de ex-vrouw van John Deed en staat ook vaak als advocate tegenover John. Georgina is de dochter van Sir Joseph Channing, een rechter in een gerechtshof (hogerberoepsrechter). Samen met John heeft ze een dochter, Charlie.
- Charlie Deed (Louisa Clein) is de dochter van John Deed. Zelf is ze een rechtenstudente en gaat niet veel confrontaties uit de weg. Ze kan goed opschieten met haar vader.
- Ian Rochester. Rochester is een hoge ambtenaar. Deed en Rochester staan vaak tegenover elkaar in de rechtbank. Rochester wil Deed op een fout betrappen, en heeft in de eerste seizoenen een man ingehuurd die Deed volgt. Hij heeft een hekel aan Deed die een verhouding heeft gehad met zijn gescheiden vrouw.
- DC Steven. DC Steven is de beveiliger van Deed. Deed heeft vaak vijanden, en daarom moet hij beschermd worden. Deed vindt dat niet goed, maar Steven loopt toch elke aflevering met hem mee.
- Sir Channing. Sir Channing, is de vader van Georgina Channing. Hij heeft een hoge functie bij het gerechtshof, en komt Deed regelmatig te hulp.

## Uitzendingen
Judge John Deed werd in 2004 voor het eerst uitgezonden in Nederland, bij de KRO. In België werd de serie in 2007 bijna iedere zaterdagavond uitgezonden op Canvas om tien uur 's avonds.

## Afleveringen
Volgende afleveringen werden door BBC opgenomen en werden integraal vertoond bij CANVAS. 

### Seizoen 1
| Aflevering                    | Omschrijving |
| ----------------------------- | --- |
| 1/0. Exacting Justice (pilot) | Rechter Deed behandelt de zaak van Maurice Haart. Die heeft de man vermoord die zijn dochter doodreed en dan vluchtmisdrijf pleegde. Het is een potentieel explosieve zaak met raciale ondertoon. De diensten van de Lord Chancellor proberen wanhopig te beletten dat rechter Deed de zaak op de spits drijft. Ondertussen is Deeds “groene dochter” Charlie opgepakt omdat ze duizenden genetisch gemanipuleerde planten vernield heeft. Zijn ex-vrouw en ex-schoonvader (een hoge pief bij het Hof van Beroep) weigeren Charlie te helpen. Maar als Deed tussenbeide wil komen om zijn oogappel te redden, zal hij voorzichtig moeten zijn. Want hij heeft machtige vijanden in de gerechtelijke wereld die zitten te wachten tot hij 'buiten de lijntjes kleurt'... |
| 1/1. Rough Justice            | Rechter John Deed staat onder druk om een verdachte van mishandeling die schuldig pleit, te laten gaan. Deed handelt echter naar eigen inzicht en strijkt daarmee Sir Ian Rochester tegen de haren in. Diens wrok komt echter ook voort uit ontwikkelingen op het persoonlijke vlak. Tegelijkertijd berecht Deed een date-rapezaak waarbij de vervolging in handen is van zijn vriendin Jo Mills. |
| 1/2. Duty of Care             | Jo Mills vervolgt de manager en voorman van een bouwplaats naar aanleiding van de dood van een bouwvakker die daar aan het werk was. Mills is er echter van overtuigd dat directeur Mike Briggs de werkelijke verantwoordelijke is. Briggs geniet echter veel aanzien en gebruikt dit om onder de beschuldigingen uit te komen. |
| 1/3. Appropriate Response     | De door Deed veroordeelde serieverkrachter Robert Romero komt vervroegd voorwaardelijk vrij. Hij heeft de rechter zijn veroordeling niet vergeven en realiseert zich dat de beste manier om Deed te raken, zijn dochter Charlie is. Intussen zit Deed een zaak voor tegen twee politieagenten die beschuldigd worden van mishandeling van een saboteur van de jacht. |
| 1/4. Hidden Agenda            | De aantrekkelijke dokter Helena Bellew wordt beschuldigd van moord op een oude man die aan haar zorg was toevertrouwd. Hij overleed aan een overdosis morfine. Dat de dokter de enige begunstigde was in het testament, doet haar zaak geen goed. Intussen heeft een vriendin van Charlie Deeds hulp nodig, omdat ze mogelijk uit de ouderlijke macht wordt ontheven. |

### Seizoen 2
| Aflevering                | Omschrijving |
| ------------------------- | --- |
| 2/1. Political Expediency | De chauffeur van een Arabische sjeik wordt aangeklaagd voor de moord op een jonge prostituee. De sjeik was in Groot-Brittannië om voor tien miljard vliegtuigen te kopen. Dus zit Rechter Deed tussen twee vuren, zowel de Britse overheid als die van de Golfstaten oefenen druk uit. De zaak wordt nog gecompliceerder als de officier van justitie wordt vermoord.                                                                                            |
| 2/2. Abuse of Power       | Een jonge vrouw wordt bruut doodgeslagen. Gary Patterson bekent de moord. Hij heeft echter de mentale leeftijd van een jonge tiener en als hij zijn bekentenis ook nog intrekt wordt het moeilijk de waarheid te achterhalen. Intussen onderzoekt Deed ook een zaak van grootschalige hypotheekfraude. Hierbij blijken procureurs betrokken. Met zijn hardnekkige onderzoek lijkt Deed dit keer tegen de haren van de verkeerde mensen in te strijken.           |
| 2/3. Nobody’s Fool        | Deed behandelt een zaak waarin een jonge advocaat zichzelf en zijn jongere zusje en broertje verdedigt. De drie worden beschuldigd van samenzwering met een inbreker om hun dominante ouders te vermoorden. Deed werkt zich in zijn privéleven aardig in de nesten. Hij begint weer een verhouding met Francesca Rochester en is blind voor de problemen van zijn dochter.                                                                                       |
| 2/4. Everyone’s Child     | De vijftien jaar oude Jason Powell heeft een harttransplantatie nodig, maar hij sterft liever dan dat hij medicijnen gebruikt die op dieren zijn getest. Zijn ouders willen dat hij de operatie ondergaat. Jo Mills neemt de verdediging van Jason op zich, ze gaat ervan uit dat Deed de wensen van de jongen zal respecteren. Als de positie van Jason verslechtert, kloppen zijn ouders aan bij Deed. Deze denkt in dit geval meer als ouder dan als rechter. |

### Seizoen 3
| Aflevering               | Omschrijving |
| ------------------------ | --- |
| 3/1. Health Hazard       | Sir Ian Rochester is woedend als de opgeblazen, nieuwe voorzitter Sir Monty Everard een controversiële zaak toewijst aan Deed. Omdat hij zijn zaak niet terug kan krijgen, vestigt Rochester zijn aandacht op Jo Mills. Dat resulteert in een disciplinaire hoorzitting onder leiding van Evrard over haar ongepaste relatie met Deed. Ze wordt gedwongen haar banden met hem te breken. Deed komt ook naar de zitting. |
| 3/2. Judicial Review     | Als Sir Monty Everard een politiek weldoener een gunstig vonnis oplegt, beschuldigt Deed hem openlijk van corruptie. In een hoek gedrukt, bekoelt Everard zijn woede via Mills. Zij mag geen juridisch beroep meer uitoefenen. Ze vraagt Deed zijn gevecht op te geven. Hij zoekt een andere manier om haar carrière te redden.                                                                                         |
| 3/3. Conspiracy          | Mills vervolgt een parlementslid voor poging tot moord. Hij had sterfgevallen in de wapenindustrie onderzocht. Row Colemore beweert dat de aanklacht is opgezet om hem het zwijgen op te leggen. Deed ontdekt echter dat Colemore deel uitmaakt van een samenzwering om het parlementslid vrij te pleiten. Deed onderneemt stappen tegen Colemore en zijn baas omdat zij de rechtsgang belemmeren.                      |
| 3/4. Economic Imperative | Diana Hulsey zet haar zaak verder tegen het bedrijf dat mobiele telefoons maakt. Zij houdt hen immers verantwoordelijk voor haar terminale hersentumor. Jo Miller die een goede verstandhouding heeft met Diana is ontzet wanneer die haar vraagt om de zorg van haar zoontje op zich te nemen. |

### Seizoen 4
| Aflevering                | Omschrijving |
| ------------------------- | --- |
| 4/1. Lost and Found       | Een jonge vrouwelijke advocate vraagt Jo Mills of ze de verdediging op zich wil nemen van een man die werd gearresteerd wegens moordpoging zestien jaar geleden, maar uit voorarrest kon ontsnappen. Jo evenwel had gepland om een sabbatsjaar te nemen, maar de advocate dringt fel aan. Als Jo verneemt dat twee detectives die in deze zaak betrokken waren, ook betrokken zijn in de zaak die zij verloor voor het Hof van Beroep, wordt ze toch meegetrokken in de zaak. |
| 4/2. Above The Law        | Drie jonge criminelen worden beschuldigd van de moord op een lid van een rivaliserende gangsterbende. Hun proces dreigt te verzanden in intimidaties en chantage. De kroongetuige sterft in een verdacht ongeval met vluchtmisdrijf. Het ene na het andere jurylid wordt 'ziek'. Het openbaar ministerie maakt daar politiek misbruik van door andermaal te pleiten voor professionele rechters zonder jury. Deed staat voor een moeilijke keuze\| het proces stopzetten of doorgaan zonder jury. Hij probeert de juryleden ervan te overtuigen hoe belangrijk hun rol wel is in het proces... |
| 4/3. In Defence Of Others | Voor Deed staat een gevangene terecht die een pedofiel vermoordde. Jo Mills argumenteert zelfverdediging, hetgeen de rechter verwerpt. Toch vindt de jury betrokkene onschuldig. Bij een persconferentie roept de man de bevolking op tot een opstand, hetgeen Jo ten zeerste schokt. Ondertussen daagt Michaels echte vader op in Zuid-Afrika, hetgeen het einde betekent van Jo’s hoop op adoptie. Jo begint Michael te ontmoeten, hetgeen leidt tot jaloezie bij John, die een relatie aangaat met een eiser. Als Jo dit verneemt, besluit ze te verhuizen naar Zuid-Afrika. Deed moet alles uit de kast halen om haar om te praten.                                                                                                |
| 4/4. Defence Of The Realm | Deeds college-oordeel keert zich tegen hem wegens indiscretie met een eiser. Hij wordt dan ook verbannen naar Warwick. Ondertussen zetelt Jo als rechter in een verduisteringszaak. Een ‘overweight PA’ wordt ervan beschuldigd £ 4,4 miljoen te hebben verduisterd van zijn machtige baas die Voorzitter is van een elektronicafirma die talrijke defensiecontracten heeft binnengerijfd. Tijdens het proces worden er toespelingen gemaakt over Minister Neil Haughton, die steekpenningen heeft aangenomen om vervalste biedingen op defensiecontracten te aanvaarden. Jo wordt bedreigd en deed mag terugkeren uit zijn ballingsoord. Kan hij Jo beschermen en tevens zijn proces voortzetten als de belangen steeds hoger reiken? |
| 4/5. Separation Of Power  | Deed zit een burgerlijke rechtszaak voor omtrent een verbrandingsovenfirma die ervan verdacht wordt dat ze de gezondheid van de omwonenden schaadt. Jo Mills verliest haar zaak van de radeloze ouders en hun kind. Dan ontdekt men dat de firma van de verbrandingsoven bewust informatie achterhield over een fout in de installatie, met andere woorden de oorzaak van de vervuiling. Ondertussen kan Rufen Barron bewijzen dat het ministerie van buitenlandse zaken smeergelden ontving betreffende de toekenning van een defensiecontract. Doch als ze de bewijzen kwijtraken, dringt Neil Haughton aan op de afzetting van rechter Deed.                                                                                        |
| 4/6. Popular Appeal       | Tijdens een reality tv-show doodt een deelnemer, in een explosie van spanning en woede, een andere deelnemer. De rechter John Deed zit het proces voor van de producenten, die van doodslag worden beticht. Ondertussen wordt de rechter in een politie-onderzoek betrokken met betrekking tot de dood van Rufus Barron. Maar als de rechter dichter bij de waarheid komt, volgen extreme maatregelen. |

### Seizoen 5
| Aflevering                       | Omschrijving |
| -------------------------------- | --- |
| 5/1. Hard-Gating                 | Een jonge zwarte, Paul Settle, wordt neergestoken en vermoord in de gevangenis een week alvorens hij zou worden vrijgelaten, door de racistische Ben Bradwell die met hem de gevangeniscel deelt. Overvolle gevangeniscellen zijn de verontschuldiging van de Dienst van de Gevangenis, maar door een onderzoek van de Rechter komt uit dat deze gevangenis geen overcapaciteit kende. Ondertussen vervreemdden Jo en Deed steeds meer en meer van elkaar, maar waarom? |
| 5/2. My Daughter, Right or Wrong | Een vuurbom in het dierenhotel van de wetenschapsfaculteit bij de Universiteit van Sussex vernietigt een duur gebouw en doodt een wetenschapper. Henry Free, wordt een dierenactivist en organisator van de dierenrechtenbeweging wordt opgepakt wegens moord. Charlie Deed krijgt het geval maar wanneer de zakken van Henry zijn QC ontslaat, bedelt hij bij Deed om diens plaats in te nemen. Ondanks tegenstand van haar vader, neemt Charlie het geval op haar. Ondanks een liefdesverklaring van deed aan Jo Mills, verwijdert deze zich steeds verder van hem en hervat haar relatie met Marc Thompson. |
| 5/3. Lost Youth                  | Bij het zijn ziekenhuis, vertelt Marc de ouders dat het in het beste belang zou zijn van hun comateus kind als zij hem niet opnieuw reanimeerden. De ouders geloven dat het de wil is van de God dat hij zou moeten leven en zeggen dat zij voor het gerecht zullen vechten voor hem. Justicie zal dus moeten beslissen en deed krijgt de zaak toegewezen. Jo vertelt Deed dat zij Marc moet huwen. Zij is geërgerd wanneer de verdere behandeling van een zaak meer schijnt te worden beïnvloed door zijn gevoelens over haar dan de verdiensten van het geval. |
| 5/4. Silent Killer               | Gilly Bridges en haar echtgenoot Jake hebben grote gezondheidsproblemen - ademhalingsmoeilijkheden en respectievelijk kanker. Zij zijn ervan overtuigd dat hun ziekten door een mobiele telefoonmast veroorzaakt werd die boven hun flat wordt opgericht en zij vervolgen de gemeente voor het gerecht. Deed aanhoort het geval. Hij wordt tevens gevraagd door de vrouw van een vroegere minister van de Iraakse overheid om haar te helpen de Britse overheid te vervolgen. Zij beschuldigt deze door gebruik van verarmd uranium sterfgevallen in haar familie te hebben teweeggebracht. |
| 5/5. One Angry Man               | Deed zit een moordzaak voor. Een 18 eenjarige Oekraïense nanny tribunes die van het schudden van aan dood worden beschuldigd een baby in haar last. Ouders van het kind zijn zekere dat zij schuldig is, maar zij beweert dat de baby onverklaarbaar in een coma viel. Alle maar Akte, die door PB is gewaarschuwd maalt over mogelijk andere oorzaken van geschudde babysymptomen. PB, ondertussen, heeft groeiende twijfels over Marc, dat terug naar Zuid-Afrika is bijeengeroepen. Onzeker, staat zij Akte toe om dicht bij haar te krijgen nogmaals. |
| 5/6. Heart of Darkness           | Deed zit een zaak voor waarin een moeder door haar ex-echtgenoot voor het weigeren om hun baby de inenting tegen bof, mazelen en rodehond te geven, wordt vervolgd. De vader, Paul Robson-Alan, adviseert de Overheid als vaccinspecialist. Jo Mills besluit de zaak van de vrouw te verdedigen. Overmand door het werk, vergeet Jo om op de repetitie van haar huwelijk met Marc te verschijnen. Jo roept ook de hulp in van rechter Deed om mevrouw Hussein die ten onrechte wordt vastgehouden als terroriste, vrij te krijgen.En dan is er nog advocate Jo Mills QC, die door Deed zelf de 'romantische liefde van mijn leven', wordt genoemd. Ooit waren ze minnaars, maar nu functioneren beter als vrienden... |

### Seizoen 6
(seizoen 6 bevat niet de gebruikelijke 4, 5 of zes delen. De 2 afleveringen zijn gesplitst. 
| Aflevering            | Omschrijving |
| --------------------- | --- |
| 6/1 War Crimes        | Deeds betrokkenheid bij de zaak van een raadslid van de extreemrechtse British National Party trekt de aandacht van terroristen. Deze besluiten hem te liquideren, maar de vrouw die de opdracht moet uitvoering heeft een verrassing voor John Deed. Ondertussen is de Britse regering Judge Deed liever kwijt dan rijk en stuurt Justitie hem naar het vasteland om er als rechter in Den Haag een zaak voor te zitten, waarin een Britse soldaat van oorlogsmisdaden wordt beschuldigd. Hij zou elf Iraakse burgers hebben vermoord.Tijdens de zaak tegen de vermeende oorlogsmisdadiger ontdekt rechter Deed dat de Britse soldaat opgeofferd wordt in het kader van een groter plan om de soldaten uit Irak weg te trekken. |
| 6/2. Evidence of harm | Jo Mills vraagt John Deed om hulp in de zaak van een soldaat die zelfmoord heeft gepleegd. De familie kreeg in eerste instantie financiële juridische bijstand, maar na een rechterlijke uitspraak werd de geldkraan dichtgedraaid. Jo vindt dat schrijnend, vooral omdat de jongeman een einde aan zijn leven heeft gemaakt omdat hij ziek was geworden door een vaccinatieproject van het leger. Deed voelt er niet veel voor om de zaak te heropenen omdat hij in dat geval een andere rechter van partijdigheid zou moeten beschuldigen. De politieke gevolgen van zo'n aanklacht zijn niet te overzien... |